# اومبرلیتو بورژیس
اومبرلیتو بورژیس ته‌یشه‌یرا (به پرتغالی: Humberlito Borges Teixeira) بازیکن فوتبال در پست مهاجم اهل برزیل است که در شهر سالوادور و در تاریخ ۵ اکتبر ۱۹۸۰ به دنیا آمده‌است.

## باشگاهی
بورژیس در تیم‌های فوتبال]]باشگاه فوتبال سانتوس|سانتوس]]، سائو پائولو، [[باشگاه فوتبال گرمیو|گرمیو[[و [[باشگاه ورزشی کروزیرو|کروزیر[[سابقهٔ حضور دارد.

## تیم ملی
این بازیکن همچنین در سال، ۲۰۱۱ برای، تیم ملی فوتبال برزیل به میدان رفته‌است